# Xarwin I ibn Surkhab
Xarwin I ibn Surkhab fou ispahbad bawàndida del Tabaristan.
Vers el 761 els musulmans van conquerir les planes de Tabaristan i van tenir contactes amb les dinasties locals de les muntanyes. En aquest moment al Tabaristan oriental regnava el bawàndida Xarwin I ibn Surkhab II, besnet de Surkhab ibn Baw. les muntanyes del centre i occident estaven en mans de Bandad Hormozd, de la dinastia Karínida amb seu a Lafur.
Xarwin va dirigir la resistència contra l'ocupació dels àrabs, però els karínides van reclamar la successió dels dabúyides i van agafar els seus títols. Xarwin va fer el mateix. Així els dos caps portaven el títol d'ispahbad. Xarwin va agafar també el de "rei de les muntanyes".
Khalid ibn Barmak va governar amb eficàcia la plana del Tabaristan per compte del califa abbàssida del 768 al 772, però quan va deixar el país Xarwin va atacar les ciutats musulmanes que havia construït a les terres altes. Xarwin i Wandad Hormozd (o Bandad Hormuzd) es van aliar contra els àrabs (aliança en la qual també va entrar el masmughan i marzban de Miyand Rud, Walaix) i van dirigir un moviment insurreccional general que va massacrar a tots els àrabs de la regió; alguns exèrcits enviats pel califa foren rebutjats, fins que finalment les forces abbàssides van dominar el país el 785 encara que els dos reis van conservar el domini a les zones de difícil accés a les muntanyes.
El 805 Harun ar-Raixid va visitar Rayy i els ispahbads karínides i bawàndides li van anar a presentar la seva submissió i van prometre pagar la taxa de la terra o kharadj.
Xarwin havia ja mort el 817; el va succeir el seu net Xahriyar I ibn Karin.